# Den dödsdömde
Den dödsdömde är ett drama av Stig Dagerman. Det var författarens debut som dramatiker och hade sin premiär på Dramaten 1947 i regi av Alf Sjöberg.
Pjäsen är ett absurt och existentiellt drama om en man som blivit oskyldigt dömd för mordet på sin hustru men som räddas från avrättning i sista stund. Han släpps fri men kan inte njuta av friheten, "Hur kan ni kräva att jag i ena stunden ska vara dömd till döden och sedan dömd till livet?", och begår sedan en kopia av det mord han tidigare blivit oskyldigt dömd för.